# Vila stalachtoides
Vila stalachtoides är en fjärilsart som beskrevs av Bates 1867. Vila stalachtoides ingår i släktet Vila och familjen praktfjärilar. Inga underarter finns listade i Catalogue of Life.